# 東犬山站
東犬山站（日语：／ Higashi-Inuyama eki */?）是一座位於愛知縣犬山市，名古屋鐵道大曾根線（現時：小牧線）和廣見線的車站（廢站）。

## 歷史
此站是在1931年，大曾根線新小牧站（現時：小牧站）至犬山站之間開通之際啟用，當時已經是轉乘站。在1946年，廣見線起點從犬山口站改為犬山站，犬山口站至富岡前站之間廢除，此站也同日廢除。
- 1931年（昭和6年）4月29日：車站啟用。
- 1946年（昭和21年）3月1日：車站廢除。

## 車站構造
大曾根線和廣見線的路軌都是在地面，並於此站平面相交。
|                                                                           | 犬山口站、犬山站、東犬山站 配線略圖（1943年） |
| 图例 参考文献：停車場配線略圖 昭和18年4月1日調査 東犬山站的月台構造不詳。 |                                               |

## 相鄰車站
所屬路線和相鄰車站名稱是取自車站廢除前一刻。
名古屋鐵道
大曾根線
羽黑－（五郎丸 在1944年（昭和19年）已經暫停營業）－東犬山－犬山
廣見線
犬山口－東犬山－富岡前

## 注腳
1. ↑  清水武、田中義人，Alpha Beta Books，2019年，pp.182-185，ISBN 978-4865988475